# Diaphus gigas
Diaphus gigas és una espècie de peix de la família dels mictòfids i de l'ordre dels mictofiformes.

## Depredadors
Al Japó és depredat per Trigonognathus kabeyai.

## Hàbitat
És un peix marí i d'aigües temperades que viu entre 100-500 m de fondària.

## Distribució geogràfica
Es troba al Pacífic nord.